# ISO 9175

micronorm Symbol

ISO 9175 definiert unter anderem Linienbreiten zum handgeführten Zeichnen und wird als Prüfnorm für Zeichengeräte (Tuschefüller) verwendet.
Die Spitze eines Tuschefüllers wird als Zeichenrohr bezeichnet; die Mindestlängen und Durchmesser sind in dieser Norm beschrieben. Eine korrekte Bezeichnung dieser Spitzen besteht aus der Benennung, der Bezeichnung der Norm und der Strichstärke; Beispiel: Zeichenrohr ISO 9175 – 1 – 0.7.
Eine alternative Kennzeichnung wäre eine untrennbar mit dem Zeichengerät verbundene Farbmarkierung; es können beide Varianten (dann nur Strichstärke) auch gleichzeitig genutzt werden.
Die Norm ersetzt die frühere DIN-Norm DIN 6775 vom April 1986. Die DIN 6775 gliederte sich in 2 Teile:
- Teil 1: Maße, Kennzeichnung
- Teil 2: Anforderungen und Prüfung von Linienbreiten,

welche ursprünglich durch DIN ISO 9175 Teil 1 und 2 ersetzt wurden.
Die DIN ISO 9175-2 (Zeichenrohre für handgeführte Tuschezeichengeräte; Ausführung, Anforderungen und Prüfung) wurde jedoch im Juli 2006 ersatzlos zurückgezogen.
In der DIN 6775 wurde eine Kennzeichnung von Schreib- und Zeichenmitteln mit dem micronorm Symbol, einem über- und unterstrichenen Kleinbuchstaben m beschrieben.
Dieses Symbol wurde von der ISO nicht übernommen und ist damit seit Juni 1990 obsolet.
Es hatte sich jedoch in der Praxis bewährt und wurde auch später noch verwendet.
| Linienbreite in mm         | 0,13 | 0,13    | 0,18 | 0,18 | 0,25 | 0,25 | 0,35 | 0,35 | 0,50 | 0,50  | 0,70 | 0,70 | 1,0 | 1,0    | 1,4 | 1,4  | 2,0 | 2,0  |
| Kennfarbe nach dieser Norm |      | Violett |      | Rot  |      | Weiß |      | Gelb |      | Braun |      | Blau |     | Orange |     | Grün |     | Grau |

## Bilder

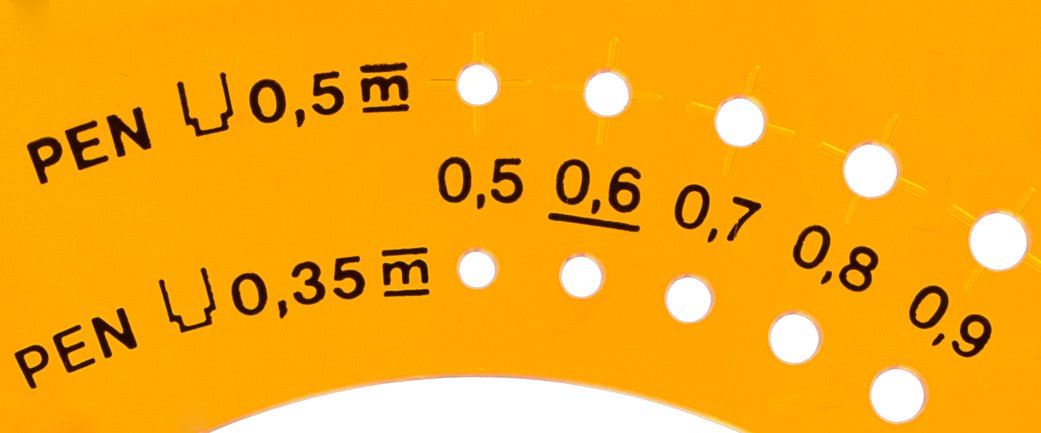
micronorm-Symbole auf Abrundungsschablone
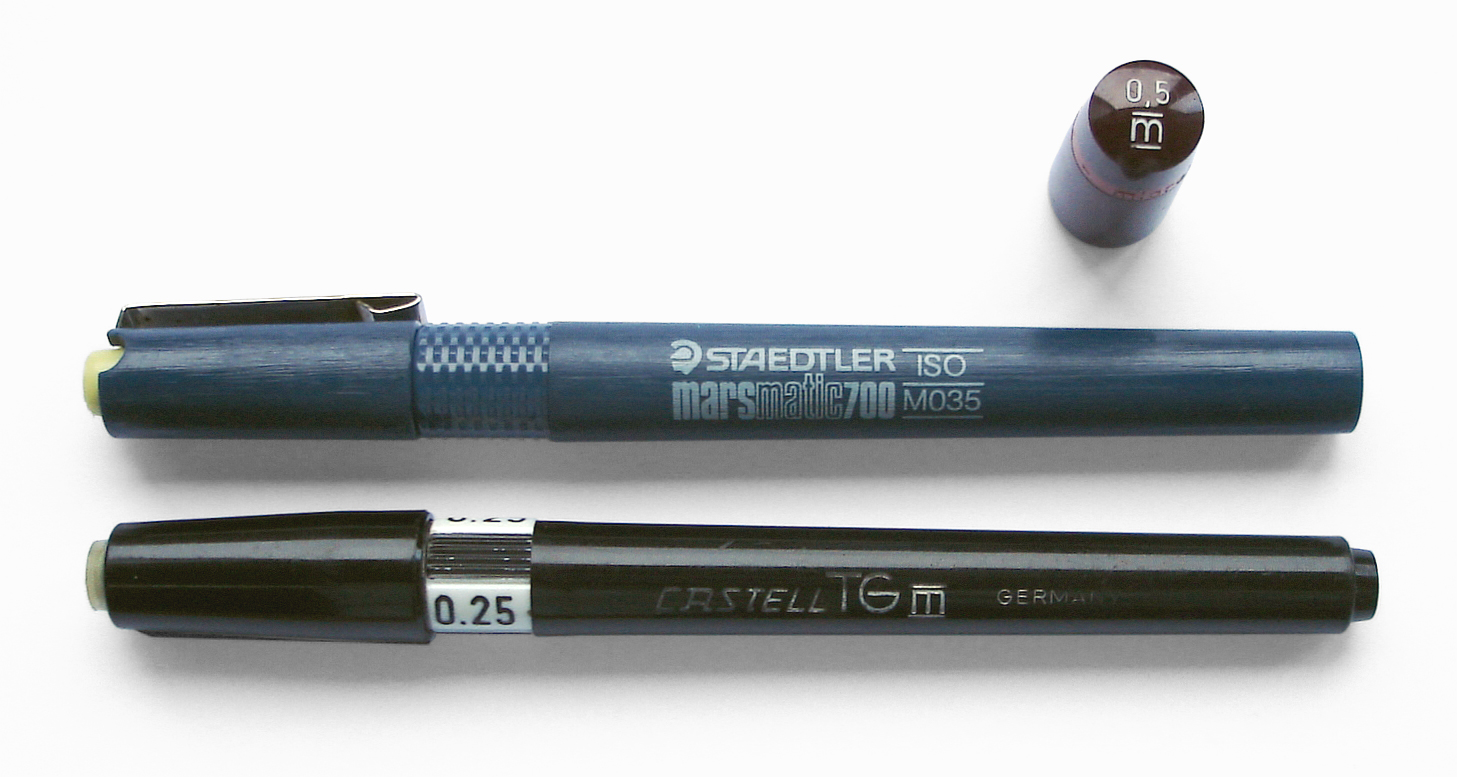
Tuschezeichner vor 1985 mit micronorm-Symbolen